# Nueva Esperanza (Pellegrini)
Nueva Esperanza è una città dell'Argentina, appartenente alla provincia di Santiago del Estero, situata a 207 km dal capoluogo provinciale.